# Skråväsendet i Göteborg
Skråväsendet i Göteborg, Skråväsendet i Göteborg utvecklades enligt följande kronologiska ordning:
- Bagare - skråordning utfärdad 30 maj 1648.
- Karduansmakare och Läderberedare - "Karduansberederiämbetet" är omtalat redan på 1640-talet och fick sin skråordning 1650.
- Snickare - skråordningen fastställdes den 19 februari 1650.
- Skomakare - fick sin skråordning den 19 februari 1650, men hade sedan Göteborgs grundläggning (1621) varit sammanslutna i ett skråämbete.
- Smed - det äldre smedsämbetet, som omfattade grov-, klen- och knivsmeder samt svärdfejare, sporrmakare, bössmakare, urmakare, hovslagare och kopparslagare, fick sin skråordning 31 maj 1652. Ur detta ämbete bröt sig hov- och grovsmeder ur 1708 och bildade eget gille.
- Tunnbindare - fick sin skråordning den 26 september 1670.
- Slaktare - gör 1667 en framställning om att få bilda ett ämbete som skydd för det intrång man ansåg att bönderna gjorde genom att själva införa kött till staden. Skråordningen fastställdes den 5 juli 1672
- Murare - fick sin skråordning den 8 maj 1673.
- Körsnär - tre stycken "buntmakare" begärde hos magistraten 1674 att få skråordning, vilket enligt sigillstämpeln beviljades samma år.
- Hattmakare - skråordningen beslutades om 1681.
- Lin- och Drällvävare - år 1665 begärde fem linvävare i Göteborg att få ett eget ämbete, vilket på nytt framfördes 1675. Den 4 juli 1681 beslutades om skråordning för ämbetet.
- Guldsmed - ämbetet tillkom 1690, då skråordningen stadfästes.
- Mätare - "Mätare ordning J Giötheborg 1676" antogs av magistraten 1692, och en instruktion för mätarna fastställdes 1695.
- Handskmakare - troligen tillkommen 1697, efter skrålådans datering.
- Målare - den 23 april 1702 upprättades ett målarämbete i Göteborg.
- Svarvare- och Blockmakare - dessa yrken slog sig samman 1707 till ett ämbete.
- Sadelmakare - Remsnidare och Sadelmakare i Sverige hade en gemensam skråordning från 1 maj 1636, och fram till 1710 hörde de göteborgska yrkesutövarna dit, då dom samma år fick magistratens tillstånd att upprätta ett eget gille.
- Bokbindare - bildade eget skrå i Göteborg 1748, innan dess lydde man under Stockholm.
- Kopparslagare - år 1748 uppmanades kopparslagarna i Göteborg att förena sig i ett ämbete, vilket också skedde samma år.
- Tenngjutare - först löd man under kann- och grytgjutarna i Stockholm, och 1671 bildades ett ej godkänt ämbete i Göteborg. Först 1748 skapades på magistratens uppmaning ett gille.
- Kruk- och Kakelugnsmakare, bildade ämbete 1761.
- Vagnmakare - ett ämbete fanns i staden 1773, men löd förmodligen då under Stockholm. År 1791 bildades ett eget gesällskap.
- Tapetserare - år 1831 i sigillet är troligen årtalet för eget ämbete.